# Виснев (гмина)
Виснев (пол. Wiśniew) — сельская гмина (уезд) в Польше, входит как административная единица в Седлецкий повет, Мазовецкое воеводство. Население — 5907 человек (на 2004 год).

## Демография
| Перепись                       | Всего   | Всего | Женщины | Женщины | Мужчины | Мужчины |
| ------------------------------ | ------- | ----- | ------- | ------- | ------- | ------- |
| Единицы                        | человек | %     | человек | %       | человек | %       |
| Население                      | 5907    | 100   | 2951    | 50      | 2956    | 50      |
| Плотность населения (чел./км²) | 46,9    | 46,9  | 23,4    | 23,4    | 23,5    | 23,5    |

## Сельские округа
1. Борки-Косёрки
2. Борки-Падухы
3. Борки-Солды
4. Чосны
5. Дадбоги
6. Гостхож
7. Хеленув
8. Качоры
9. Липняк
10. Лупины
11. Мосциброды
12. Мосциброды-Колёня
13. Мрочки
14. Мырха
15. Нове-Окнины
16. Окнины-Подздруй
17. Плюты
18. Радомысль
19. Старе-Окнины
20. Сток-Висневски
21. Смяры
22. Творки
23. Виснев
24. Виснев-Колёня
25. Вулька-Висневска
26. Вулька-Волынецка
27. Заблоце
28. Баранек
29. Ястшембе-Конты
30. Лесничувка

## Соседние гмины
1. Гмина Доманице
2. Гмина Лукув
3. Гмина Седльце
4. Гмина Скужец
5. Гмина Збучин